# Lepidodactylus manni
Lepidodactylus manni là một loài thằn lằn trong họ Gekkonidae. Loài này được Schmidt mô tả khoa học đầu tiên năm 1923.